# Strafrichter
Das Wort Strafrichter kann im weiteren oder im engeren Sinne verwendet werden.

## Strafrichter im weiteren Sinne
Im weiteren Sinne sind Strafrichter alle Richter, die Fälle im Bereich Strafrecht (so genannte Strafsachen) bearbeiten. 

## Strafrichter im engeren Sinne in Deutschland
Zudem bezeichnet das Wort Strafrichter auch einen Fachbegriff aus dem deutschen Strafprozessrecht. Dieser ist im deutschen Gerichtsverfassungsgesetz (GVG) definiert. 
In diesem Sinne ist der Strafrichter ein Einzelrichter, also ein mit nur einem Richter (nämlich einem Berufsrichter) besetzter Spruchkörper am Amtsgericht. Dagegen besteht beispielsweise der andere Spruchkörper am Amtsgericht, das Schöffengericht aus einem Berufsrichter und zwei Schöffen. 
Der Strafrichter ist für Strafsachen zuständig, die dem Amtsgericht zugewiesen sind (§ 25 GVG), soweit nicht das Schöffengericht zuständig ist.
Die Zuständigkeit richtet sich nach der Höhe der zu erwartenden Strafe und ob es sich bei den Straftaten um Vergehen oder Verbrechen handelt (Deliktcharakter, siehe § 12 StGB). Der Strafrichter ist berufen, alle Vergehen abzuurteilen, wenn sie im Wege der Privatklage verfolgt werden oder wenn die Straferwartung nicht oberhalb einer Freiheitsstrafe von zwei Jahren liegt. Der Strafrichter darf nicht entscheiden, wenn die Unterbringung in einem psychiatrischen Krankenhaus oder eine Sicherungsverwahrung zu erwarten ist, denn in diesen Fällen ist das Landgericht erstinstanzlich zuständig (§ 74 Abs. 1 GVG).
Dagegen kann der Strafrichter die gleichen Rechtsfolgen verhängen wie das Schöffengericht (§ 24 Abs. 2 GVG), insbesondere eine Strafe von höchstens vier Jahren Freiheitsstrafe (zu den weiteren Grenzen siehe ebenfalls § 24 Abs. 2 GVG). Der Strafrichter muss einen Fall also nicht abgeben, wenn sich erst später herausstellt, dass die Strafe bei über zwei Jahren, aber unter vier Jahren liegen wird. Anders liegt der Fall jedoch, wenn sich die abzuurteilende Tat im Nachhinein als Verbrechen darstellt. In diesem Fall muss der Strafrichter an das zuständige Gericht verweisen.
Gegen die Urteile des Strafrichters gibt es die Rechtsmittel der Berufung und der Revision. Die Berufung findet vor dem Landgericht, die Revision vor dem Oberlandesgericht statt.